# المدافعون (قصص مصورة)
أبطال خارقون هو اسم لعدد من الأبطال الخارقين يظهرون في مجلات يتم نشرها من قبل مارفل لمجلات صوريه. في العادة يتم تقديمهم على حدةٍ على شكل أحادي كأشخاص «غرباء»، والذين عرفوا من خلال مغامراتهم السابقة متبعين أفكارهم الخاصة ويمثلون فريقاً ككل، الفريق يواجه مخلوقات غريبة وذات قوة غير طبيعية خارقة في بعض الأحيان.
كان تجسيد الفكرة الأساسية يتم قيادته من قبل دكتور سترينج والتي تضمنت الرجل الأخضر، ونامور، وفيما بعد سلفر-سرفر. في البداية ظهروا كمدافعين في Marvel Feature (تم الإعلان عنها في 1971). بدأت الفرقة تأخذ منحنى آخر في سنة 1972 حتى سنة 1986 مع دكتور سترينج والرجل الأخضر الذين اصبحوا أعضاء أساسيين في الفريق مع عدد آخر من الأبطال وعدد آخر من أعضاء غير الدائمين. تم إعادة نشره فيما بعد تحت اسم المدافعون الجدد. تم تعديل فكرة فيما بعد بين عام 1993 وعام 1995 في سلسلة المدافعون السريين، والتي ظهر فيها دكتور سترينج فريق مختلف من أبطال لكل مهمة مختلفة، الفريق الأصلي أو الأساسي تم إعادة جمعه في عام 2001 في سلسلة تم كتابتها من قبل كورت بوسيك وإريك لارسن. في عام 2005 قامت مارفل بنشر سلسلة قصيرة تميزت بأعضاء الكلاسيكيين من قبل جاي إم ديماتتيس، كيث جفن وكيفن ماغيري. في ديسيمبر من 2011 قام الكاتب مات فراكتيون والفنان تيري دوبسون بنشر سلسلة جديدة وهي «المدافعون» مع مزيج من الأعضاء الأولين وأعضاء آخرون جدد.